# Camille Loiseau
Camille Blanche Loiseau Chadal (13. februar 1892 – 12. august 2006) var den ældste person i Frankrig med sine 114 år.
Titlen den ældste nulevende person i Frankrig fik hun efter Anna Primout døde 26. marts 2005, og senere d. 28. december 2005 blev hun den ældste nulevende i hele Europa efter Virginia Dighero-Zolezzi døde. 22. april 2006 var hun den 5. ældste person i verden, efter Susie Gibson døde d. 16. februar 2006.
I den franske historie er den ældste person der nogensinde har levet Jeanne Calment, der blev 122 år. Hun er også den person, der er blevet ældst i hele verden.
Camille Loiseau var gift med hr. Chadal, men tog ikke hans efternavn.